# 달걀 프라이

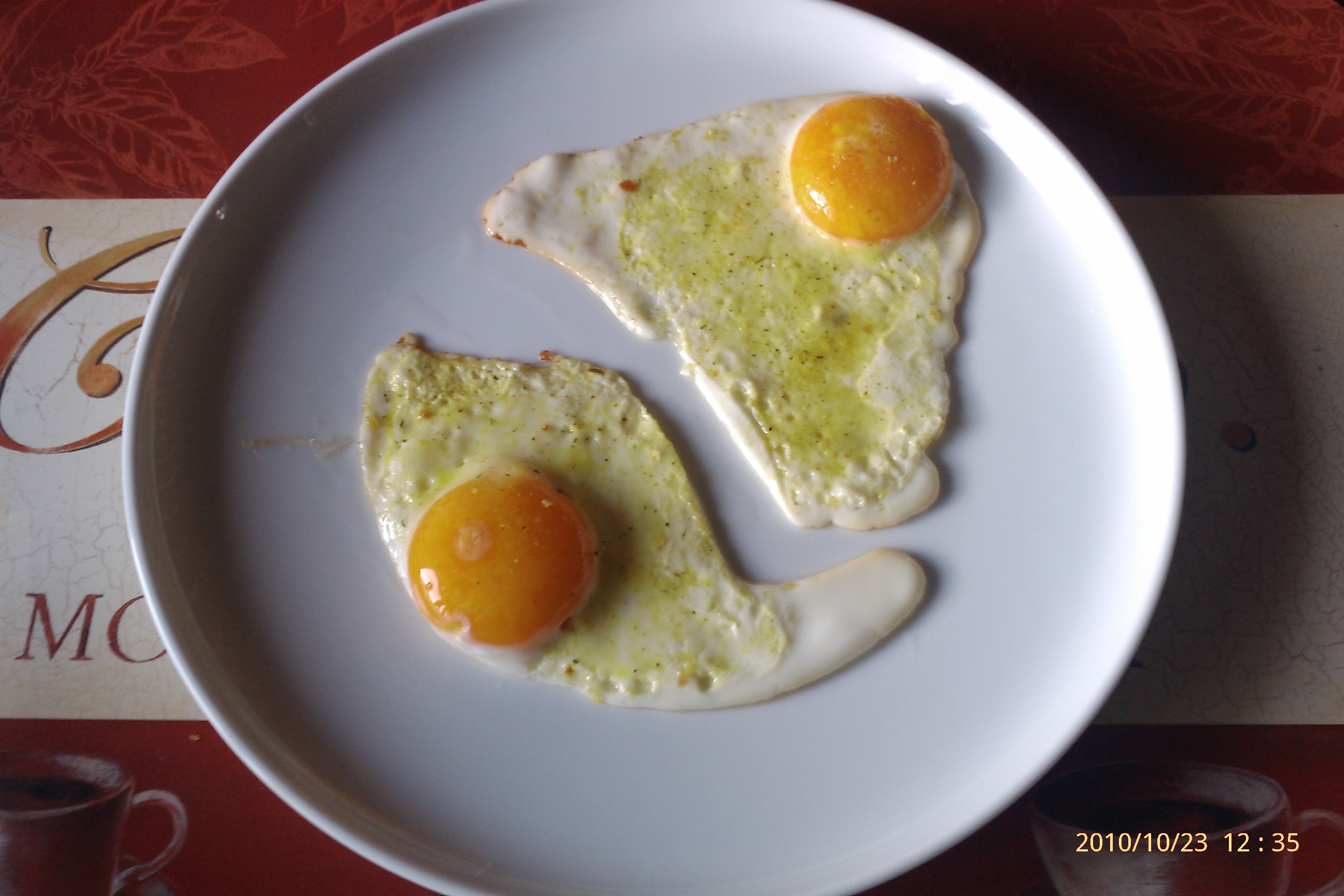
야채(음식)와 함께 제공되는 계란 프라이

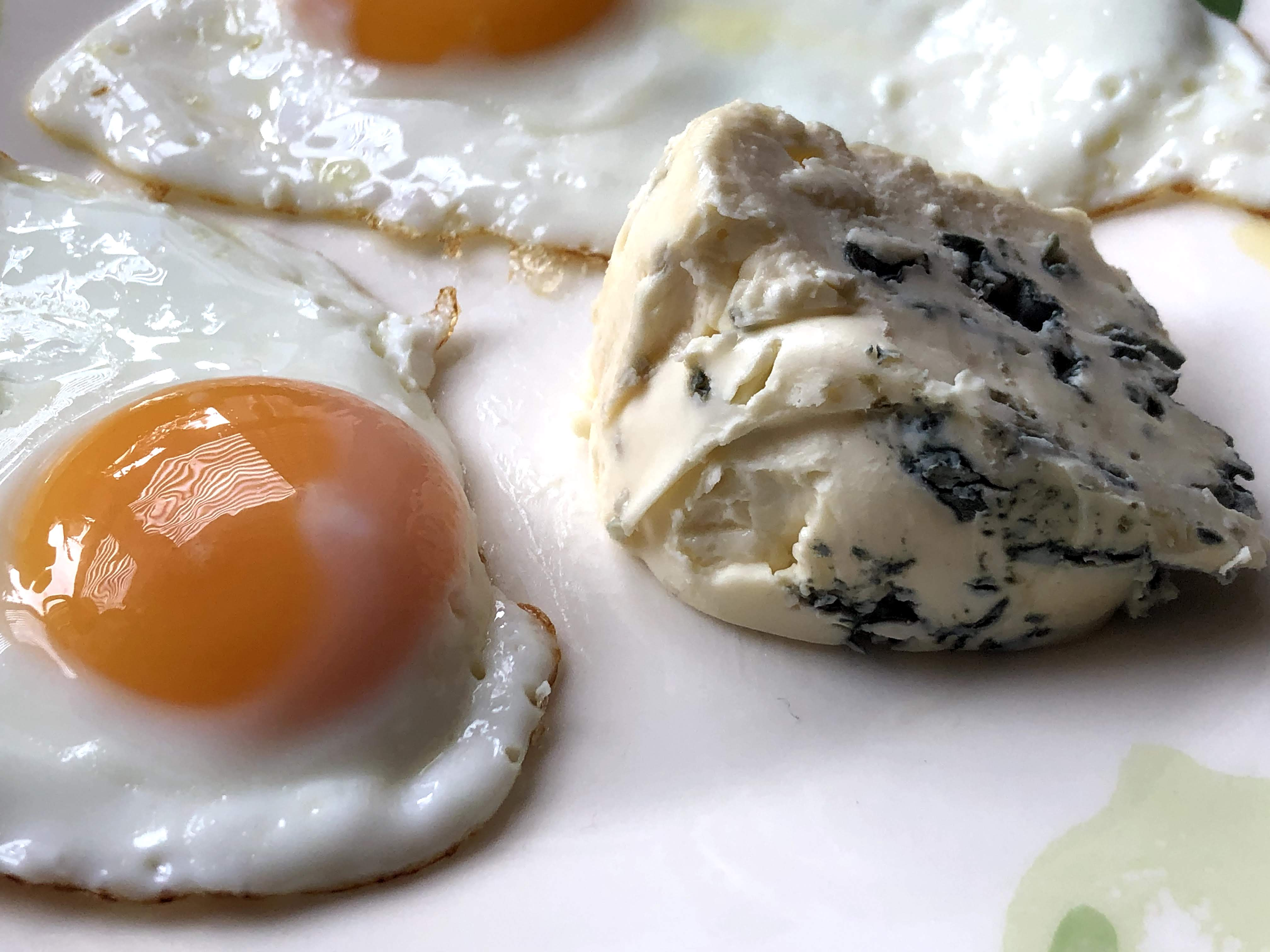
접시에 블루치즈를 얹은 계란 두 개

달걀 프라이 또는 달걀 후라이, 계란 프라이, 계란 후라이는 달걀을 기름 등에 부쳐내어 만든 요리다. 단순한 재료에 간단한 조리법 때문에  주로 간단한 아침식사에 많이 사용된다. 여기에 지역별 및 나라별로 다양하게 조리되거나 또는 여러 가지 요리에 응용된다.

## 조리법
기본적인 조리법으로 살짝 달궈둔 프라이팬에 기름을 두르고, 적절히 달궈지면 달걀을 깨서 넣는다. 타지 않도록 하여 기호에 따라 뒤집거나 혹은 뚜껑을 닫으면서 부쳐낸 후, 소금 등의 조미료 및 향신료로 간을 한다.
뚜껑을 닫으면서 부칠 때는 미리 프라이팬 위에 약간의 물을 부으면 수증기로 인해 윗부분을 익힐 수 있다. 또는 물을 붓지 않고 뚜껑을 덮은 후 불을 약하게 하거나 또는 불을 끄고 기다리면 노른자의 겉부분 만을 익힐 수 있다. 싱싱한 달걀의 경우 노른자 주변의 흰자가 뭉쳐 있어서 간혹 흰자가 제대로 익히지 않는 경우가 있는데, 이 때에는 뭉친 흰자 부분을 흐트러 놓으면 된다. 프라이팬에 기름을 많이 두르고 센 불로 단 시간에 가열하면 겉 부분을 바삭하게 할 수 있다.
전자레인지를 이용하여 달걀 프라이를 만들 수도 있다. 전자레인지로 조리하는 방법은 얇게 기름을 발라놓은 그릇위에 날달걀을 담은 후 노른자에 작은 구멍을 뚫고 랩을 씌워 가열하는 방법이 있다. 작은 구멍을 뚫는 이유는 조리후에 노른자가 터지는 것을 막기 위함이다.

## 영양
달걀 프라이 100g을 기준으로 열량은 196kcal이다. 수분69.47g, 단백질 13.61g, 지방 14.84g, 탄수화물 0.83g을 함유한다.
이외에 달걀의 특성으로 높은 콜레스테롤을 가지고 있는데, 이 콜레스테롤의 대부분은 노른자에 있다. 단, 노른자에 있는 레시틴 성분으로 인해 일시적인 상승을 제외하면 장기적인 콜레스테롤 수치 상승은 덜한 편이다. 이 레시틴 성분은 간에서 해독작용을 하여 숙취 해소에도 좋은 영향을 준다.

## 지역적 특성

### 동아시아

#### 대한민국
일반적으로 소금으로 간을 하고, 밥과 함께 반찬으로 먹는다. 그리고 김치볶음밥, 비빔밥 등의 위에 올려서 먹기도 한다. 비빔밥에 올려 먹을 경우 반숙으로 조리하는 경우가 많다.
남부 지방에서는 짜장면과 볶음밥 위에 얹어먹기도 하며, 특히 경상도에서는 간짜장에 달걀 프라이를 얹는 것이 보편적이다.
조선시대에서도 조선 말기의 조리서인 시의전서(是議全書)에서 건수란이라 하는 일종의 수란 요리로 소개되고 있다. 이것이 서양 문물이 유입되면서 달걀 프라이 조리법이 유입된 것의 영향인지는 확실치 않다.

#### 일본

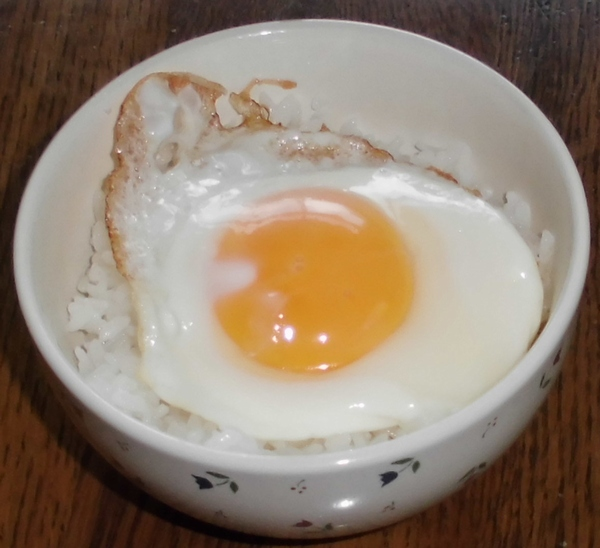
메다마야키돈

일반적으로 간장과 소스로 간을 한다. 소스는 스테이크용으로 사용하는 그레이비 소스를 주로 많이 사용한다. 보통 밥과 함께 반찬으로 먹으며, 메다마야키돈(目玉焼き丼)이라 하여 밥 위에 반숙한 달걀 프라이를 얹어 먹기도 한다. 햄버그 스테이크 등 여러 가지 재료위에 올려서 먹기도 한다.

#### 중국
양면을 모두 익히며, 소금이나 간장으로 간을 한다. 양파를 고명으로 얹어서 먹기도 한다.

### 유럽
버터로 구운 빵 위에 얹어서, 구운 베이컨과 함께, 익힌 쌀에 덮어 토마토소스를 뿌리는 등 여러 가지 음식과 곁들여 아침식사나 점심으로 먹는다.

#### 독일
스테이크나 다채로운 메뉴에 곁들여서 먹는 경우가 많다. 슈니첼에서도 달걀 프라이 두개를 올려놓는 변형이 존재한다. 독일의 오픈 샌드위치인 슈트라머 막스(Strammer Max)에서는 식빵-햄 위에 뒤집지 않고 익힌 달걀 프라이 한 개를 올려놓는 형태로 되어 있다.

#### 네덜란드

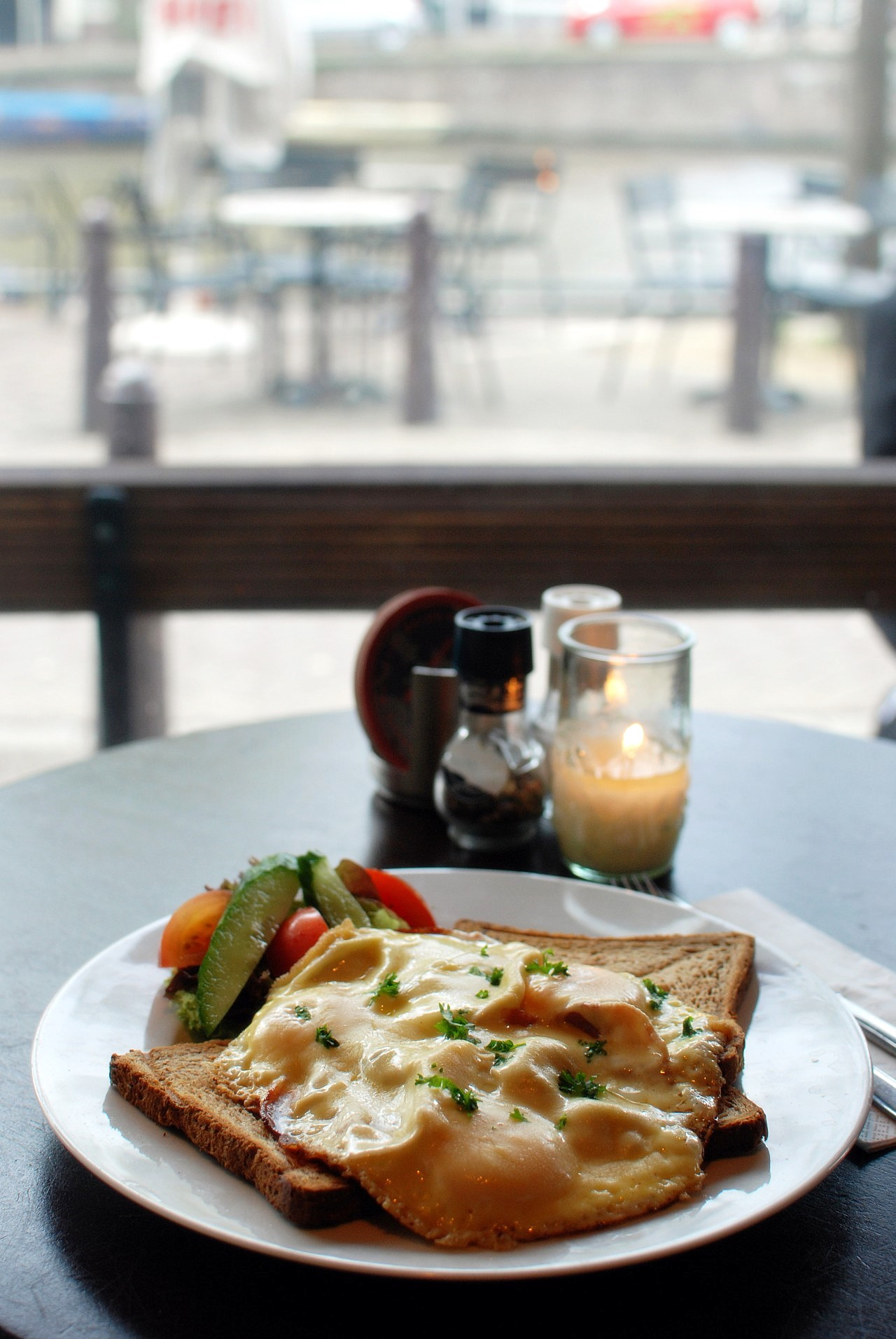
식빵 위에 얹어진 uitsmijter ham en kaas (햄과 치즈를 곁들인 달걀 프라이)

스피헬레이(spiegelei)라고 부른다. 아침 또는 점심 식사 때 구운 베이컨과 식빵과 주로 곁들어 먹는다. 두 개 또는 세 개의 달걀을 한꺼번에 반숙으로 구워낸 위츠메이터르(uitsmijter)라는 요리가 있으며, 햄과 치즈와 곁들이는 위츠메이터르 함 엔 카스(uitsmijter ham en kaas)와, 베이컨과 치즈와 곁들이는 위츠메이터르 스펙 엔 카스(uitsmijter spek en kaas)로 나뉜다.

#### 영국, 아일랜드

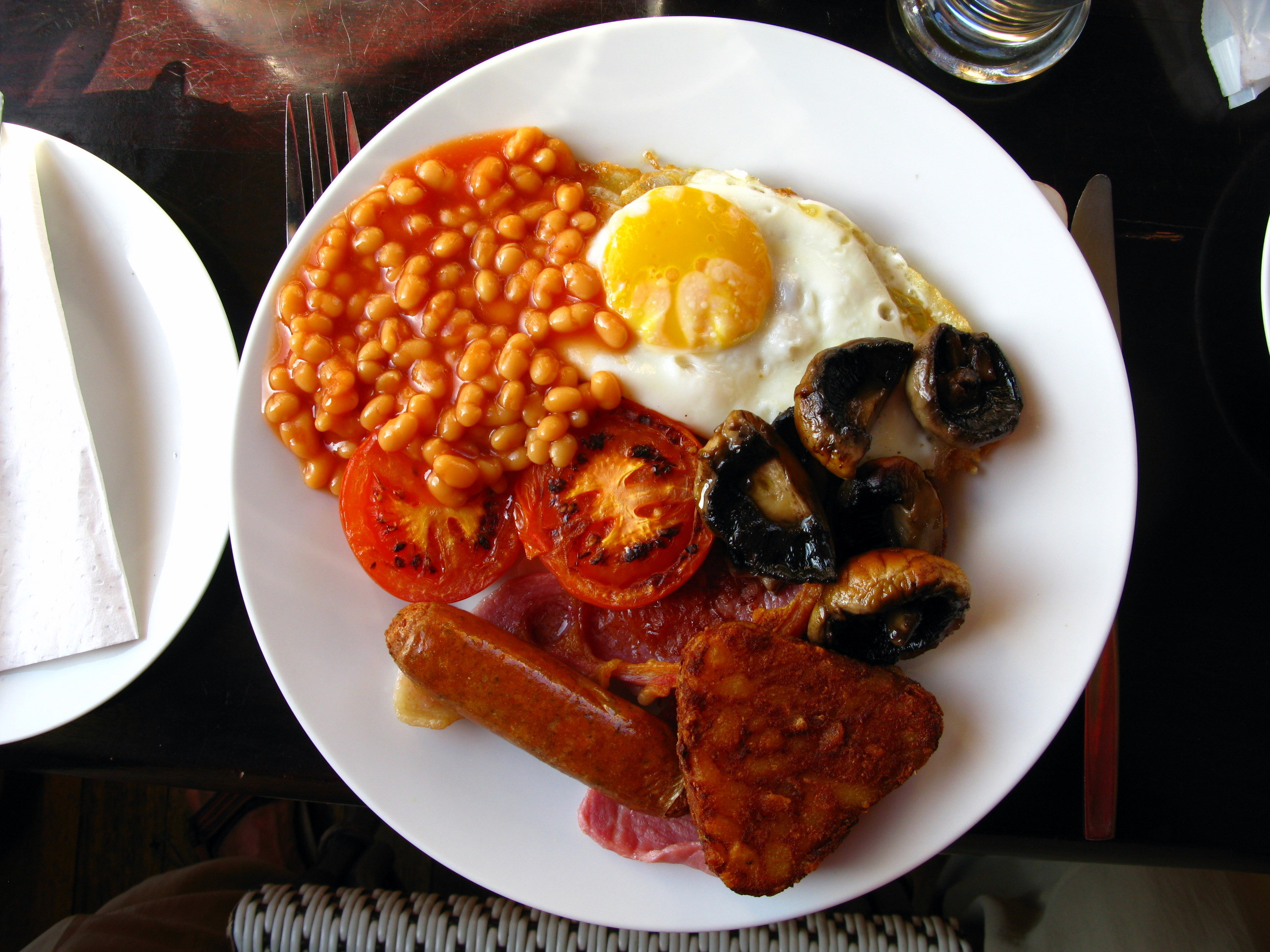
영국식 아침식사(Full English breakfast)

토스트, 샌드위치에 끼워먹거나 베이컨, 소시지 등과 함께 먹는다. 아침식사 대용으로도 많이 먹는다. 전통적인 풀 브렉퍼스트에서 소시지, 블랙 푸딩, 베이컨, 버섯, 베이크트 빈즈, 매시드 포테이토, 토마토와 함께 달걀 프라이가 나온다. (간혹 스크램블로 대체되기도 한다.) 주로 달걀을 뒤집지 않고 익히는 조리법을 사용한다.

### 미국, 캐나다
익히는 정도에 따라 '오버웰(Over well), 풀리 쿠크드(Fully Cooked, 뒤집어서 양쪽을 완숙으로 익힌 형태)', '오버 미디엄(Over medium)', '오버 이지(Over easy, 뒤집어서 양쪽을 반숙 정도로 익힌 형태)', '서니 사이드 업(Sunny side up, 뒤집지 않은 상태에서 반숙으로 익힌것)' 등으로 구분된다. 영국과 비슷하게 토스트와 샌드위치, 베이컨, 소시지와 곁들이기도 한다.
베이컨과 곁들일 때는 먼저 베이컨을 굽고, 베이컨에서 나온 기름으로 바로 달걀을 깨서 넣어 굽는 경우가 보통이다.
미국의 햄버거 체인인 레드 로빈(Red Robin)에서도 로얄 레드 로빈(Royal Red Robin)이란 이름의 햄버거에 달걀 프라이가 들어가고, 캐나다 온타리오의 한 피자 전문점에서는 피자 위에 반숙 프라이를 올려놓은 메뉴가 소개되기도 하였다.

### 남아메리카
브라질에서는 주로 아침으로 치즈와 햄이랑 곁들어 먹는다. 아르헨티나에서는 주로 양고기와 채소랑 곁들어 먹는다.

### 이집트
일반적으로 토마토와 함께 다양한 종류의 염장치즈와 수주크(sujuk) 형태의 쇠고기 소시지, 파스티르마 등을 곁들인다. 특히 염장치즈를 올려놓는 레시피가 인기가 높아 달걀 프라이 토핑 전용 치즈도 판매되고 있다.

### 동남아시아

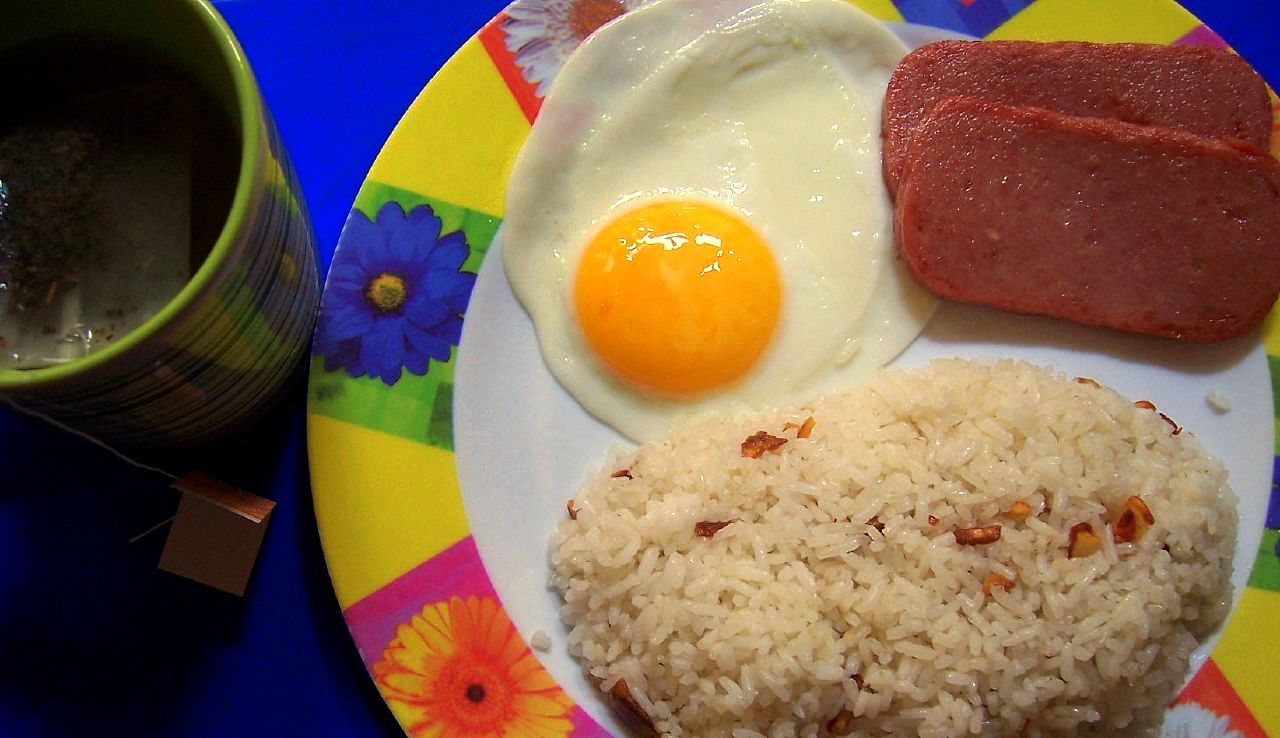
필리핀의 보편적인 아침 식단인 볶음밥,스팸,달걀 프라이

인도네시아, 말레이시아, 싱가포르에서 인기가 있는 음식인 나시 고렝과 미고렝에서도 달걀 프라이를 얹어 먹는 경우가 있다.
타이에서는 카이다오(khai dao)라고 불린다. 여러 가지 재료와 곁들일 때 카이다오 앞에 재료명을 붙여 음식명이 정해지기도 한다. 타이식 볶음밥인 카우팟과도 곁들이기도 한다. 얌(Yam)이라 불리는 타이식 샐러드와 곁들이는 얌카이다오(Yam khai dao)도 있다.
필리핀에는 주로 밥과 구워낸 스팸 또는 콘드 비프과 곁들어 먹는다.

## 같이 보기
- 달걀 스크램블
- 무파라카